# Per Elofsson
Per Eilert Elofsson (Umeå, 2 aprile 1977) è un ex fondista svedese.

## Biografia
Al suo debutto, ai Mondiali juniores di Asiago del 1996, Elofsson vinse l'oro nella 10 km a tecnica classica e l'argento nella 30 km a tecnica libera.
In Coppa del Mondo esordì il 23 novembre 1996 nella 10 km a tecnica libera di Kiruna (42°), ottenne il primo podio il 7 dicembre 1997 nella staffetta di Santa Caterina di Valfurva (3°) e la prima vittoria il 28 novembre 1998 nella 10 km a tecnica libera di Muonio, davanti a Bjørn Dæhlie. Nel 2001 e nel 2002 si aggiudicò la sfera di cristallo.
In carriera ha preso parte a due edizioni dei Giochi olimpici invernali, Nagano 1998 (10° nella 30 km, 4° nella staffetta) e Salt Lake City 2002 (5° nella 15 km, non conclude la 30 km, 17° nella 50 km, 3° nell'inseguimento) e a tre dei Campionati mondiali, vincendo cinque medaglie.
Si è ritirato nel corso della stagione 2003-2004.

## Palmarès

### Olimpiadi
- 1 medaglia:
  - 1 bronzo (inseguimento a Salt Lake City 2002)

### Mondiali
- 5 medaglie:
  - 3 ori (15 km, inseguimento a Lahti 2001; inseguimento a Val di Fiemme 2003)
  - 1 argento (staffetta a Lahti 2001)
  - 1 bronzo (staffetta a Val di Fiemme 2003)

### Mondiali juniores
- 3 medaglie:
  - 2 ori (10 km ad Asiago 1996; 30 km a Canmore 1997)
  - 1 argento (30 km ad Asiago 1996)

### Coppa del Mondo
- Vincitore della Coppa del Mondo nel 2001 e nel 2002
- 31 podi (23 individuali, 8 a squadre[1]):
  - 14 vittorie (11 individuali, 3 a squadre)
  - 10 secondi posti (6 individuali, 4 a squadre)
  - 7 terzi posti (6 individuali, 1 a squadre)

#### Coppa del Mondo - vittorie
| Data             | Luogo                      | Paese     | Disciplina                                                            |
| ---------------- | -------------------------- | --------- | --------------------------------------------------------------------- |
| 28 novembre 1998 | Muonio                     | Finlandia | 10 km TL                                                              |
| 29 novembre 1998 | Muonio                     | Finlandia | 4x10 km (con Anders Bergström, Magnus Ingesson e Mathias Fredriksson) |
| 14 marzo 1999    | Falun                      | Svezia    | 4x10 km (con Mathias Fredriksson, Anders Bergström e Jörgen Brink)    |
| 29 novembre 2000 | Beitostølen                | Norvegia  | 10 km TL                                                              |
| 8 dicembre 2000  | Santa Caterina di Valfurva | Italia    | 15 km TL                                                              |
| 16 dicembre 2000 | Brusson                    | Italia    | 20 km PU                                                              |
| 4 marzo 2001     | Kavgolovo                  | Russia    | 15 km TL                                                              |
| 10 marzo 2001    | Oslo                       | Norvegia  | 50 km TC                                                              |
| 14 marzo 2001    | Borlänge                   | Svezia    | 10 km TL                                                              |
| 25 novembre 2001 | Kuopio                     | Finlandia | 10 km TL                                                              |
| 16 dicembre 2001 | Davos                      | Svizzera  | 4x10 km (con Urban Lindgren, Mathias Fredriksson e Niklas Jonsson)    |
| 22 dicembre 2001 | Ramsau am Dachstein        | Austria   | 30 km TL MS                                                           |
| 5 gennaio 2002   | Val di Fiemme              | Italia    | 20 km PU                                                              |
| 2 marzo 2002     | Lahti                      | Finlandia | 15 km TL                                                              |

Legenda:

MS = partenza in linea

PU = inseguimento

TC = tecnica classica

TL = tecnica libera